# Wiktorija Tkaczuk
Wiktorija Wiktoriwna Tkaczuk (ukr. Вікторія Вікторівна Ткачук; ur. 8 listopada 1994 w Pliszczynie) – ukraińska lekkoatletka specjalizująca się w biegu na 400 metrów oraz na 400 metrów przez płotki.
Srebrna medalistka mistrzostw Europy w biegu na 400 metrów przez płotki (2022). Dwukrotna uczestniczka igrzysk olimpijskich (2016, 2020), w Tokio awansowała do finału biegu na 400 metrów przez płotki, w którym zajęła 6. miejsce. Reprezentowała Ukrainę w mistrzostwach świata, mistrzostwach Europy, halowych mistrzostwach Europy oraz drużynowych mistrzostwach Europy. W 2012 roku zajęła 4. miejsce mistrzostw świata juniorów w biegu sztafetowym 4 × 400 m.
Multimedalistka mistrzostw Ukrainy oraz halowych mistrzostw Ukrainy.

## Rezultaty
| Rok  | Impreza                                  | Miejsce        | Konkurencja                | Pozycja    | Wynik   |
| ---- | ---------------------------------------- | -------------- | -------------------------- | ---------- | ------- |
| 2012 | Mistrzostwa świata juniorów              | Barcelona      | bieg na 400 m              | półfinał   | 55,02   |
| 2012 | Mistrzostwa świata juniorów              | Barcelona      | sztafeta 4 × 400 m         | 4. miejsce | 3:37,02 |
| 2013 | Mistrzostwa Europy juniorów              | Rieti          | bieg na 400 m              | eliminacje | 55,35   |
| 2015 | Superliga drużynowych mistrzostw Europy  | Czeboksary     | bieg na 400 m              | 7. miejsce | 53,46   |
| 2015 | Superliga drużynowych mistrzostw Europy  | Czeboksary     | sztafeta 4 × 400 m         | 3. miejsce | 3:29,79 |
| 2015 | Młodzieżowe mistrzostwa Europy           | Tallinn        | bieg na 400 m przez płotki | półfinał   | 57,30   |
| 2015 | Młodzieżowe mistrzostwa Europy           | Tallinn        | sztafeta 4 × 400 m         | 5. miejsce | 3:32,86 |
| 2015 | Mistrzostwa świata                       | Pekin          | bieg na 400 m przez płotki | eliminacje | 57,38   |
| 2016 | Mistrzostwa Europy                       | Amsterdam      | bieg na 400 m przez płotki | półfinał   | 56,17   |
| 2016 | Igrzyska olimpijskie                     | Rio de Janeiro | bieg na 400 m przez płotki | półfinał   | 56,87   |
| 2017 | Mistrzostwa świata                       | Londyn         | bieg na 400 m przez płotki | eliminacje | 57,05   |
| 2018 | Mistrzostwa Europy                       | Berlin         | bieg na 400 m przez płotki | 7. miejsce | 56,15   |
| 2020 | Mistrzostwa krajów bałkańskich           | Kluż-Napoka    | bieg na 400 m przez płotki | 1. miejsce | 55,58   |
| 2020 | Mistrzostwa krajów bałkańskich           | Kluż-Napoka    | sztafeta 4 × 400 m         | 1. miejsce | 3:34,21 |
| 2021 | Halowe mistrzostwa krajów bałkańskich    | Stambuł        | sztafeta 4 × 400 m         | 1. miejsce | 3:38,16 |
| 2021 | Halowe mistrzostwa Europy                | Toruń          | sztafeta 4 × 400 m         | 5. miejsce | 3:30,38 |
| 2021 | Igrzyska olimpijskie                     | Tokio          | bieg na 400 m przez płotki | 6. miejsce | 53,79   |
| 2021 | Igrzyska olimpijskie                     | Tokio          | sztafeta 4 × 400 m         | eliminacje | 3:24,50 |
| 2022 | Mistrzostwa świata                       | Eugene         | bieg na 400 m przez płotki | półfinał   | 54,24   |
| 2022 | Mistrzostwa świata                       | Eugene         | sztafeta 4 × 400 m         | eliminacje | 3:29,25 |
| 2022 | Mistrzostwa Europy                       | Monachium      | bieg na 400 m przez płotki | 2. miejsce | 54,30   |
| 2023 | II dywizja drużynowych mistrzostw Europy | Chorzów        | bieg na 400 m przez płotki | 1. miejsce | 55,87   |
| 2023 | Mistrzostwa świata                       | Budapeszt      | bieg na 400 m przez płotki | półfinał   | 55,43   |
| 2024 | World Athletics Relays                   | Nassau         | sztafeta 4 × 400 m         | repasaże   | 3:33,43 |
| 2024 | Igrzyska olimpijskie                     | Paryż          | bieg na 400 m przez płotki | repasaże   | 59,40   |

## Rekordy życiowe
- bieg na 400 metrów (stadion) – 51,85 (15 sierpnia 2020, Łuck)
- bieg na 400 metrów (hala) – 52,39 (2 lutego 2023, Ostrawa)
- bieg na 400 metrów przez płotki – 53,76 (9 września 2021, Zurych)